# Gyeyang (métro d'Incheon)
Gyeyang (hangeul : 계양 ; hanja : 桂陽) est une station terminus et de correspondance, entre la ligne 1 du métro d'Incheon et la ligne AREX du métro de Séoul. Elle est située au 24 Danam-ro, dans le quartier Gyulhyeon-dong sur le territoire de l'arrondissement Gyeyang-gu, dans la ville d'Incheon, à l'ouest de Séoul, en Corée du Sud.
Ouverte en 2007, elle devient également une station de correspondance la même année. Chacune des deux sous-stations est desservie par les rames omnibus qui circulent sur sa ligne spécifique. Depuis 2010 la billetterie est intégrée dans celle du métro de Séoul.

## Situation sur le réseau

Plan du réseau du métro de Séoul (2023)

La station Gyeyang, est une station de correspondance, entre la station aérienne de la ligne 1 du métro d'Incheon et la station aérienne de la ligne AREX du métro de Séoul :
sur la ligne 1 du métro d'Incheon, elle est le terminus nord, avant la station Gyulhyeon, en direction du terminus sud Songdo Moonlight Festival Park ;
et sur la ligne AREX du métro de Séoul, elle est située entre la station Aéroport international de Gimpo, en direction du terminus est Gare de Séoul, et la station Geomam en direction du terminus ouest Aéroport international d'Incheon Terminal 2.

## Histoire
La station Gyeyang est mise en service le 16 mars 2007, lors de l'ouverture à l'exploitation du prolongement de la ligne 1 du métro d'Incheon vers le nord, de Gyulhyeon à Gyeyang le nouveau terminus. 
Avant 2010, le métro d'Icheon disposait de son propre système de billetterie, depuis il est intégré dans le système du métro de Séoul. Cette fusion est aussi visible sur les plans du métro de Séoul qui incluent maintenant le Métro d'Incheon.

## Services aux voyageurs

### Accès et accueil
Les stations de chacune des lignes sont situées en aérien dans un bâtiment spécifique, reliés entre elles par un passage piétonnier. La station globale est domiciliée au 24 Danam-ro, quartier Gyulhyeon-dong. Comme toutes les stations, elle est équipée d'automates pour l'achat de titres de transports, valables sur l'ensemble du réseau du métro de Séoul. Pour la billetterie, elle est équipée d'automates : distributeurs de titres de transport, pour le réglement et pour le remboursement. Les cheminements piétonniers sont aménagés avec des escaliers, des escaliers mécaniques et des ascenseurs. Des commerces sont également installés dans la station. Elle est accessible aux personnes à la mobilité réduite.

### Desserte

#### Station ligne 1 Incheon
Gyeyang est desservie par les rames omnibus qui circulent sur la ligne 1 du métro d'incheon. Elle dispose de deux voies encadrées par deux quais équipés de portes palières.

Installations
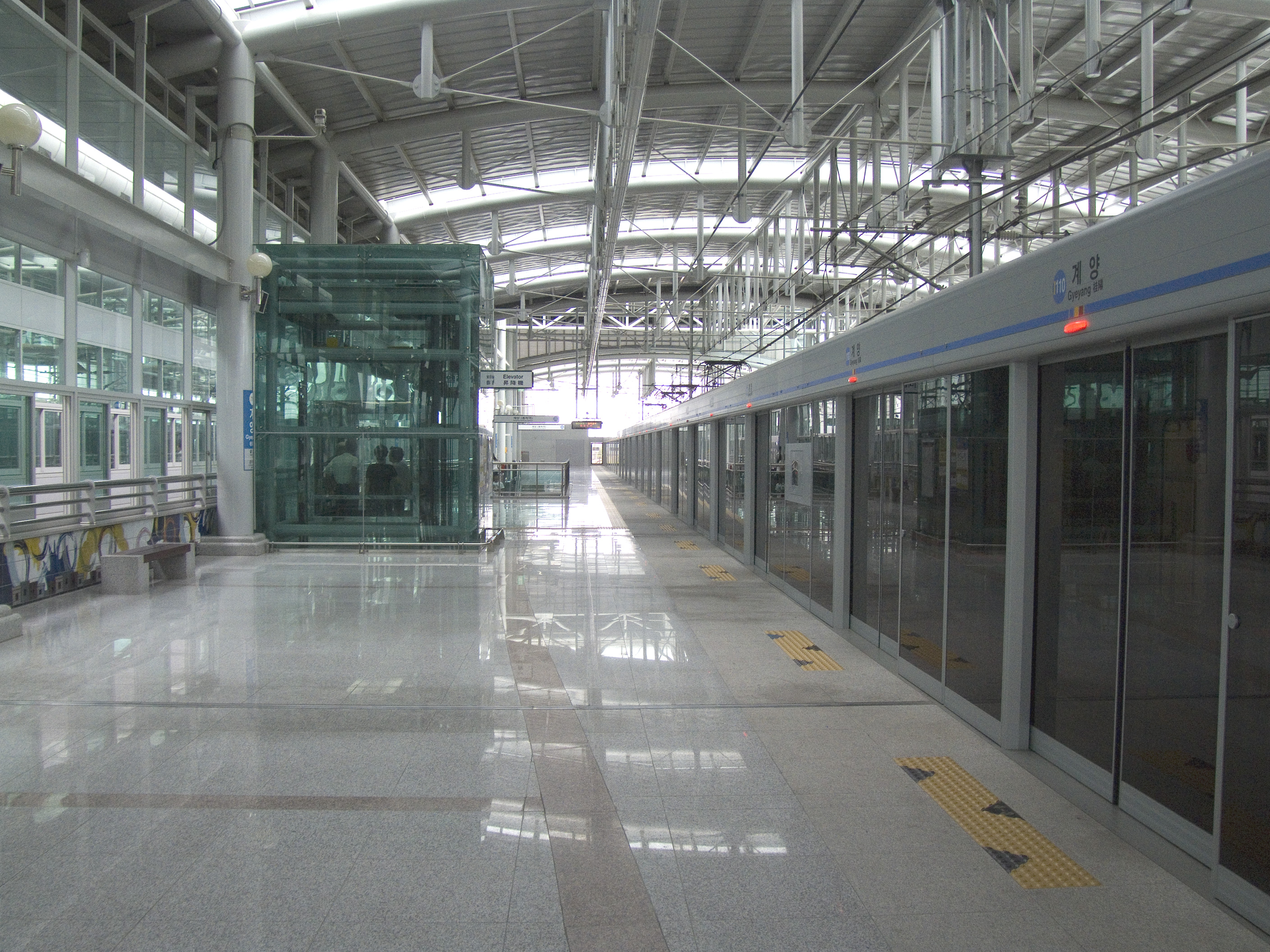
En 2007.
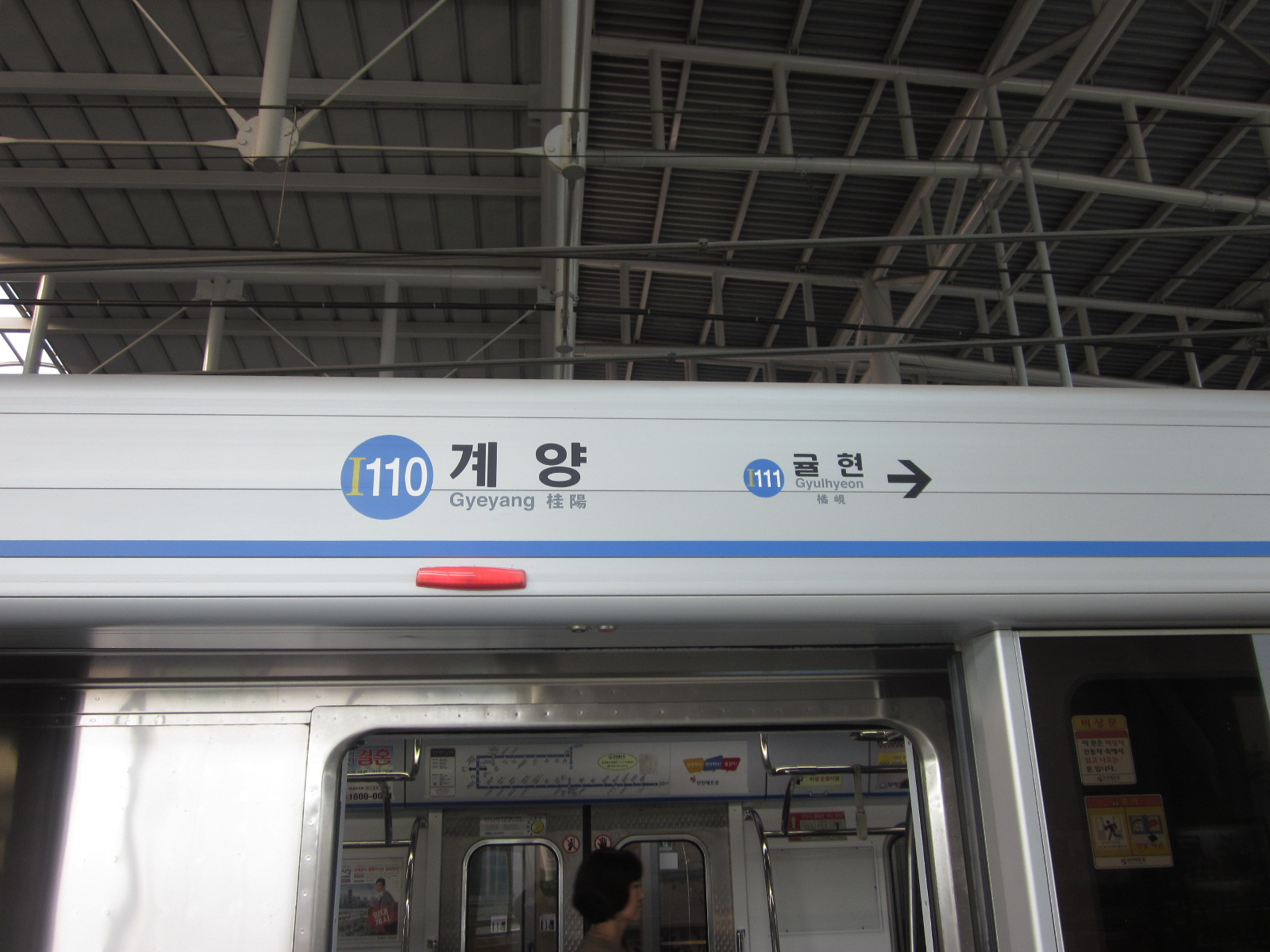
En 2011.
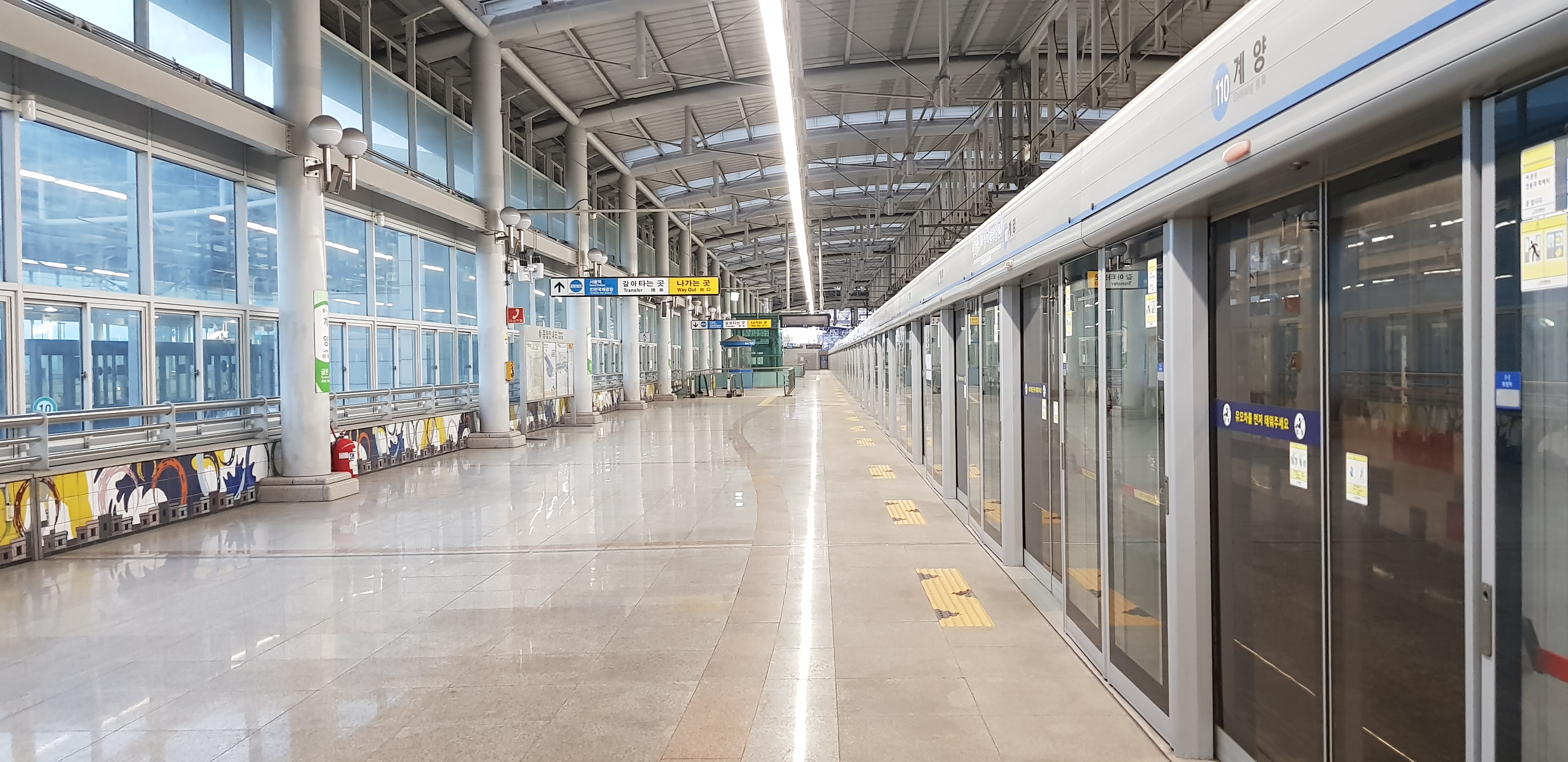
En 2021.

#### Station ligne AREX
Gyeyang est desservie par les rames omnibus qui circulent sur la Ligne AREX. Elle dispose de deux voies encadrées par deux quais équipés de portes palières.

Installations
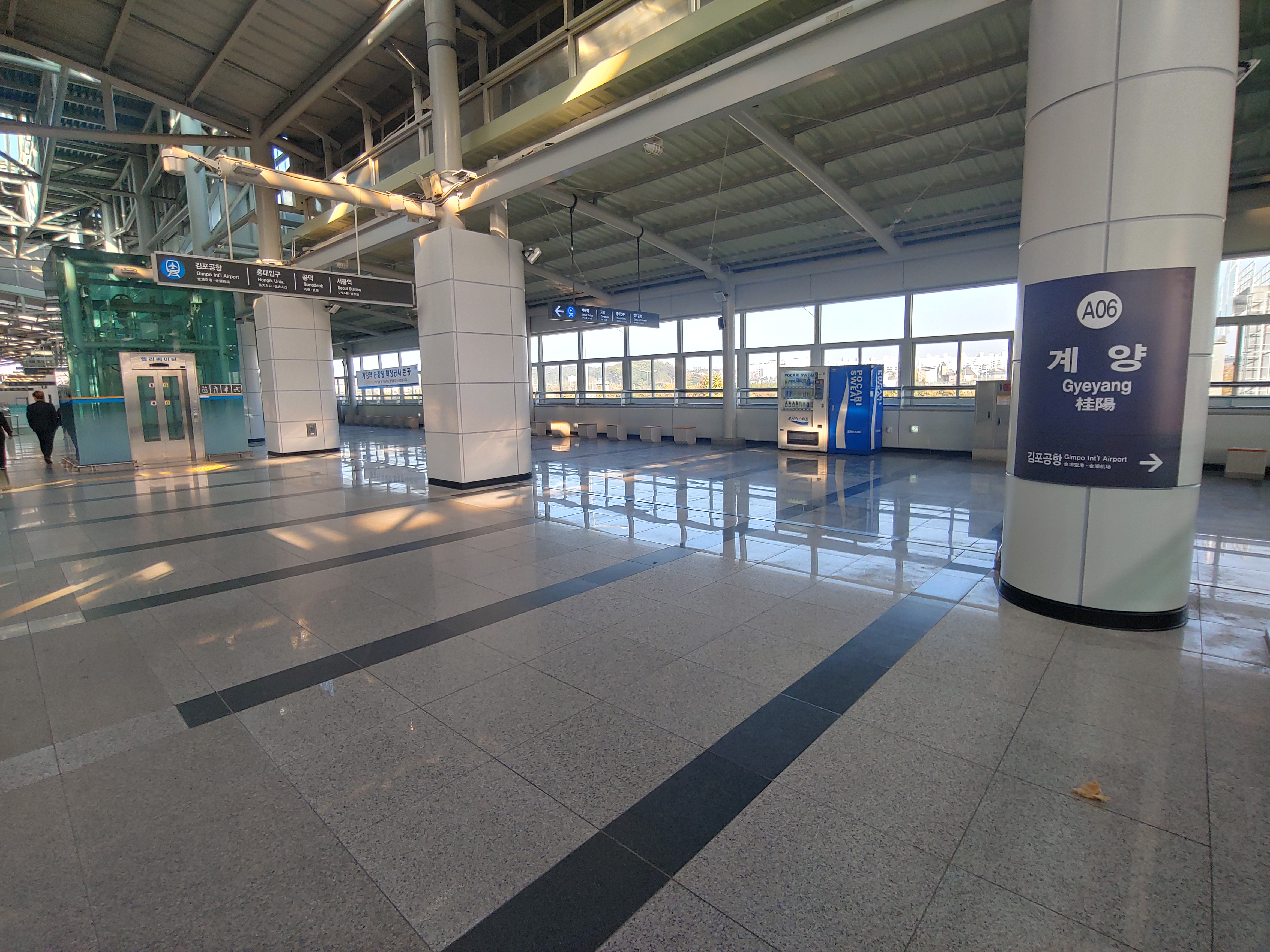
En 2021.
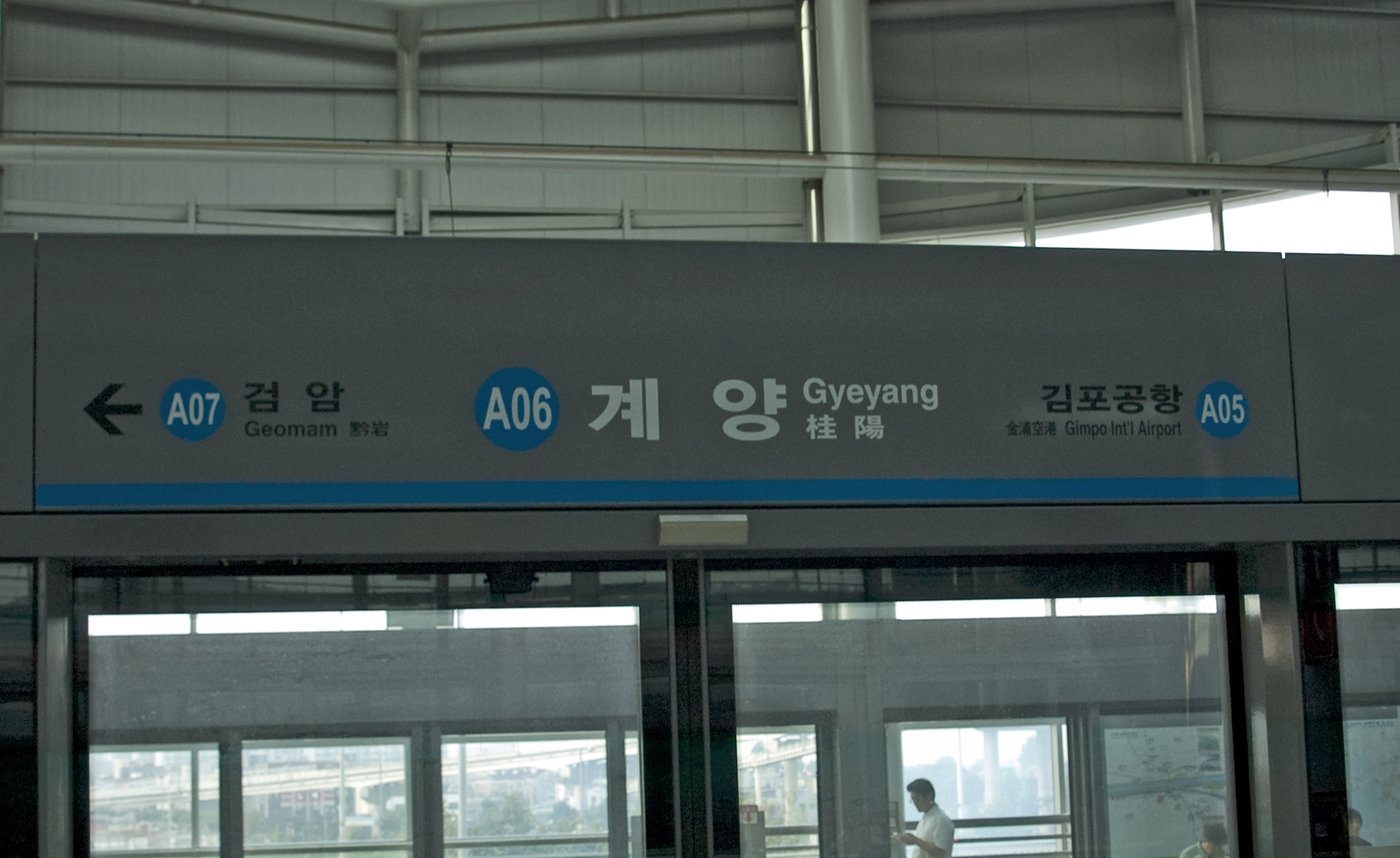
En 2011.
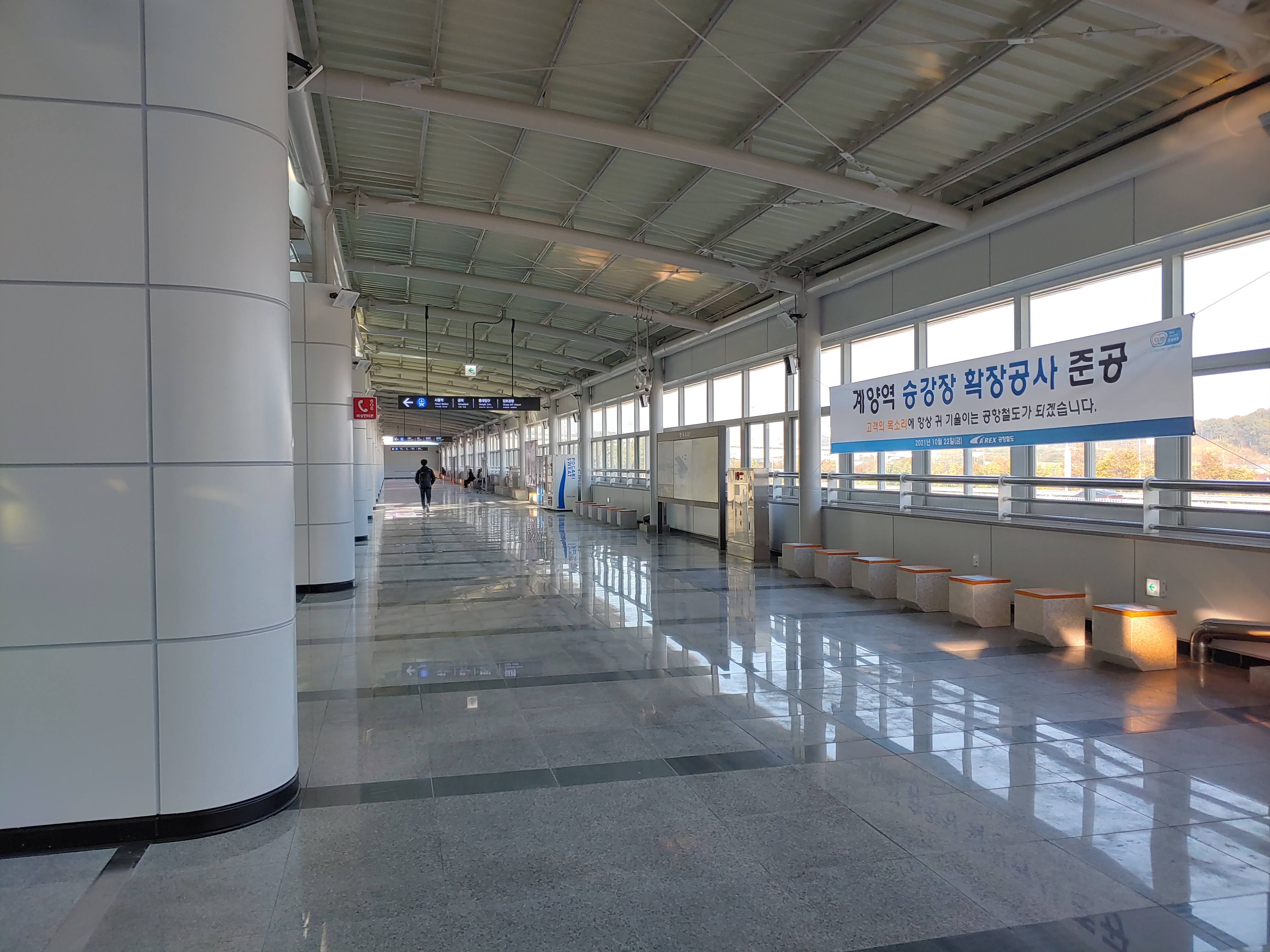
EN 2021.

### Intermodalité
Des arrêts de bus sont établis à proximité des bouches de la station. Des supports pour les vélos (320) et un parking payant pour 320 véhicules est également présent.

## À proximité
La voie navigable Gyeongin est à cinq minutes à pied.